# تاج الدين الهلالي
تاج الدين حامد عبد الله الهلالي (17 يناير 1941 - 5 أكتوبر 2023)، هو مفتي أستراليا سابقًا. كان بنظر بعض المسلمين الممثل الأول للمسلمين هناك. ولد الهلالي بقرية السمطا مركز البلينا بمحافظة سوهاج في عام 1941م لأب ريفي بسيط يحب العلم ومجلس العلماء وتعلم في كتاب القرية كبقية جيله وأتم حفظ القرآن بها وبدأ رحلته العلمية بين معاهد محافظة سوهاج وصولاً لأتمامه الدراسة بالأزهر الشريف بالقاهرة وحصل منه على الإجازة العالمية في الشريعة والقانون ودبلوم في الدراسات العليا في علوم اللغة والفقه المقارن.
هاجر إلى أستراليا سنة 1982م وصار إمامًا لمسجد لاكيمبا في مدينة سيدني. انتخبه الاتحاد الأسترالي للمجالس الإسلامية مفتيًا للبلاد في سنة 1988م. استقال من منصبه خلال شهر يونيو سنة 2007م وخلفه فهمي ناجي الإمام.